# Bibliothéconomie et droits de l'homme
La bibliothéconomie et les droits humains sont reliés par la philosophie des professionnels des sciences de l'information ainsi que par la mission des bibliothèques, qui appuient les droits humains tels qu'énumérés dans la Déclaration universelle des droits de l'homme (DUDH), plus particulièrement en ce qui touche la liberté d'opinion et d'expression et le droit à l'information et au savoir.

## La philosophie et l'histoire de la bibliothéconomie américaine
L'American Library Association (ALA), porte-parole national de la profession aux États-Unis, a élaboré des politiques et des initiatives protégeant les droits de la personne en proclamant la liberté intellectuelle, le respect de la vie privée et de la confidentialité ainsi que le droit d'accès universel aux services et aux ressources des bibliothèques sur une base équitable. Le travail quotidien des bibliothécaires contribue donc à la croissance personnelle, à l'enrichissement et au développement des individus et aide ainsi l'avancement des droits humains.
Ces droits de la personne représentent une forme d’éthique professionnelle qui régis la pratique en bibliothéconomie et qui encourage la démocratie, la diversité, l’éducation, la liberté intellectuelle, la préservation de l’information, le bien public, le professionnalisme, le service ainsi que la responsabilité sociale.
L’accès à l’information est considéré comme la pierre angulaire sur laquelle les droits de la personne reposent puisqu’elle est essentielle à la préservation d’une société informée connaissant ses droits et ce que le gouvernement fait ou non afin de préserver ces-dits droits.
Un accès équitable et gratuit à l’information supporte aussi l’apprentissage continu pour tous, que ce soit pour de l’enrichissement personnel, pour renforcer des compétences personnelles ou pour l’atteinte d’un but particulier, comme la création d’une entreprise, en apprendre davantage sur le développement informatique, la découverte d’une nouvelle culture ou trouver des soins de santé adapte dans une région précise.
La philosophie centrale de la bibliothéconomie est l’accessibilité pour tous à l’information. Il s’agit d’un point marquant dans les actions entreprises par l’ALA au fil des ans. Les professionnels des sciences de l'information et des bibliothèques, ou bibliothécaires, possèdent une longue histoire, tant individuelle que collective, d'engagement vis-à-vis des droits de la personne. En effet, les bibliothécaires ont toujours eu comme mandat de défendre les bibliothèques contre la censure et la discrimination, que ce soit pour les minorités culturelles, les droits des immigrants, les plus démunis, les itinérants, les gens sur l'assistance sociale ou l'assurance emploi, les gens atteints par un handicap physique ou mental, les enfants et les jeunes, la communauté LGBT, les aînés, les analphabètes ou les prisonniers, etc. Les professionnels des sciences de l'information protègent également les droits de la personne en développant des collections, programmes et services pour ces clientèles et en préservant les archives culturelles et historiques des différentes communautés représentées. Les professionnels de l’information tentent de desservir les multiplicités de populations en faisant tomber les barrières, et ce, en engageant des intervenants de différents héritages culturels et langagiers, en offrant du matériel dans plusieurs langues, en proposant des directives en lien avec la littératie (qui fait référence à « l’acquisition et au perfectionnement des compétences d’alphabétisation », les termes lecture ou écriture ne correspondent pas de façon complète au principe de littératie), et une variété de cours et formations.

L’adoption par l’ALA, comme une valeur centrale de leur organisation, d’une responsabilité sociale et de la préservation du bien public, suggère que les professionnels de l’information et les bibliothécaires ont la responsabilité de résister aux menaces s’attaquant à la liberté intellectuelle et doivent militer pour des principes plus démocratisés en matière d’accès à l’information et de droits humains. Ils doivent agir par l’entremise d’actions sociales afin de modifier à bases les problèmes de discrimination, de pauvreté et d’itinérance qui sont les principales barrières d’une participation complète et équitable pour tous,,. 

## La Déclaration universelle des droits de l'homme et la bibliothéconomie
De la DUDH (Déclaration universelle des droits de l'homme), les bibliothécaires tirent des idéaux constituant une ligne directrice à la profession. Celle-ci est toutefois plus étroitement associée à l'article 19 de la Charte:
Article 19
«Tout individu a droit à la liberté d'opinion et d'expression, ce qui implique le droit de ne pas être inquiété pour ses opinions et celui de chercher, de recevoir et de répandre, sans considérations de frontières, les informations et les idées par quelque moyen d'expression que ce soit.»
Cet article concerne le droit humain à la liberté d'opinion et d'expression ainsi que le droit à l'accès et au partage de l'information et des idées. Cependant, l'alignement stratégique entre bibliothéconomie et DUDH va bien au-delà de l'article 19.
En effet, les professionnels des sciences de l'information et des bibliothèques protègent aussi d'autres droits de la personne énumérés dans la DUDH, incluant la liberté de religion, de conscience et de la pensée (article 18), la liberté d'association et de rassemblement pacifique (article 20), la confidentialité (articles 1,2, 3 et 6), la vie privée (articles 3 et 12), l'éducation (article 26) ainsi que le droit de participer à la vie culturelle de la communauté (article 27).
Les bibliothécaires protègent et participent donc à la promotion des droits de la personne sur le plan individuel -respectant et protégeant le droit de l'accès à l'information libre et équitable, notamment en fournissant des ressources permettant la croissance et l'enrichissement personnel- et sociétaire. Servant de pierre angulaire à la démocratie, les bibliothécaires aident les gens à trouver l'information pertinente et à améliorer leur niveau de lecture et d'écriture afin que ceux-ci puissent devenir des citoyens informés, participant pleinement à la société. Les bibliothécaires protègent aussi la démocratie en encourageant la transparence politique et gouvernementale, en informant les citoyens de leurs droits et avantages sociaux et en fournissant des lieux de rencontre gratuits pour les membres de la communauté.
Lors de sinistres, les bibliothèques et leurs employés peuvent même servir de plaques tournantes, de centres de communications ou de personnes ressources.
La bibliothéconomie pose ses fondements sur une vision globale de la capacité humaine, contribuant directement aux droits de la personne en valorisant et en soutenant le développement de tous les individus.

### Liberté intellectuelle
Le concept de liberté intellectuelle en bibliothéconomie se rapporte largement à la définition qui en est faite au sein de la Déclaration universelle des droits de l’homme promulguée par les Nations unies dans le cadre de la résolution 217A en 1948. Il s’agit de la liberté d’opinion et d’expression sans embûches, mais aussi de la liberté d’avoir accès ou de donner des informations ou des idées à autrui par quelconque moyens.
En 1999, l’IFLA adopte une déclaration sur la liberté académique au sein des bibliothèques le 25 mars 1999 aux Pays-Bas, à Hague. Cette déclaration se veut une extension de la déclaration des Nations unies, mais dans le domaine de la bibliothéconomie. En date du 10 décembre 2020, la déclaration de l’IFLA a été traduite en trente-trois langues. L’organisation internationale met également à la disposition des bibliothèques mondiales une liste de vérification (disponible depuis 2019, à l’occasion de l’anniversaire des vingt ans de la déclaration) pour évaluer à la fois le degré de liberté d’expression au sein des nations, des regroupements de bibliothèques et des bibliothèques elles-mêmes.
Pour l’IFLA, la liberté intellectuelle s’accorde avec deux concepts interdépendants : la liberté de pensée et le droit de savoir (ou d’avoir accès aux savoirs et de les utiliser librement). Selon Byrne, la liberté de pensée est préliminaire et la base même de la liberté intellectuelle, sans laquelle la démocratie et les individus qui composent la société ne peuvent s’épanouir.
Les bibliothèques contribuent, en principe, à la défense de ces deux concepts à travers la mise en circulation d’informations et d’idées diverses, l’établissement de canaux d’expression sécuritaires, en agissant en tant que facilitateur de l’acquisition et de l’expression des savoirs, en plaçant les intérêts des usagers au-dessus de ceux des employeurs, et plusieurs autres moyens. Les bibliothécaires font aussi en sorte que les savoirs acquis et mis à la disposition des publics soient accompagnés de ressources (dont les bibliothécaires eux-mêmes) permettant la médiation des contenues.
L’adoption par l’IFLA de sa déclaration est aussi l’occasion pour l’American Library Association (ALA) en juin 1999 de produire un guide d’interprétation de sa propre déclaration des droits des bibliothèques avec un accent sur la liberté intellectuelle en milieux académiques. La déclaration stipule, notamment, que les bibliothèques ont pour responsabilités principales de fournir un accès démocratique à ses ressources, défendre et promouvoir les droits à l’accès et à l’opinion de ses usagers, et offrir un espace exempt de toute forme de discrimination.
En milieu académique, l’ALA articule au sein de son guide d’interprétation des moyens pouvant être déployé pour mettre en application sa déclaration. Gratuité des services, promotion de l’expression de soi, normalisation de processus, et maximisation de l’accès à toutes les ressources disponibles sont parmi les éléments maîtres du guide. Le guide soulève également les enjeux de la liberté intellectuelle dans la sphère du numérique, où les enjeux se complexifient en raison, notamment, de la négociation de licences d’accès et d’utilisation auxquelles les ressources numériques sont parfois assujetties.

## Littératie de l'information et droits humains
Quelques années suivant les déclarations de l’IFLA et de l’ALA concernant, entre autres, la liberté intellectuelle, l’IFLA introduit par la Alexandria Proclamation on Information Literacy and Lifelong Learning (ou Proclamation d’Alexandrie) le concept de littératie informationnelle comme droit humain. On y indique, dans les remarques introductives, que la littératie informationnelle est un outil essentiel à l’accomplissement d’objectifs personnels, professionnels, sociaux ou éducationnels, favorisant ainsi l’inclusion de tous et chacun, ce qui fait de la formation à la littératie informationnelle un droit humain de base.

### Littératie informationnelle et bibliothèques
La définition de la littératie informationnelle a été portée à évoluer avec le temps, au gré des changements dans les types de sources informationnelles accessibles. On pense notamment à la venue de l’ère numérique où aux documents physiques on ajoute la littératie médiatique, notamment. Dans certaines itérations plus âgées, on associait littératie informationnelle et formation à l’usage des bibliothèques et sources bibliographiques, par exemple. On retrouve entre autres dans les archives de l’ALA un rapport datant de 1989, contenant une définition de la littératie informationnelle centrée autour d’une pratique : ce serait la capacité d’identifier un besoin d’information, de trouver et évaluer des sources, puis de les utiliser. Aujourd’hui, toutefois, la définition que l’on utilise de la littératie informationnelle s’est élargie pour plutôt devenir synonyme de développement de la pensée critique face aux sources d’information en tous genres. Autrement dit, la littératie informationnelle est aujourd’hui l’idée de savoir apprendre. Plus encore, la littératie informationnelle se retrouve aujourd’hui étroitement liée à d’autres formes de littératies que Forest Woody Horton Jr, professionnel de la gestion de l’information, désigne comme « littératies de survie » : la littératie de base, dont l’écriture, la lecture, et l’expression orale; la littératie numérique; la littératie médiatique; l’éducation à distance ou numérique; et la littératie culturelle.
Le développement de la littératie informationnelle est l’une des visées des bibliothèques et des services de l’information, et ce à travers leur vocation d’enseignement. Les bibliothécaires en ont fait depuis maintenant longtemps l’une de leurs visées professionnelles et, en ce sens, les programmes d’éducation en littératie informationnelle (incluant des programmes de formation en littératie numérique) font depuis longtemps partie des services offerts dans une large quantité de bibliothèques publiques. Ces programmes de formation sont l’un des moyens par lesquels les bibliothécaires agissent pour la promotion et la protection des droits humains.

### Déclaration universelle des droits de l'homme
Le principe de littératie informationnelle, qui plus est, est directement connecté à celui de liberté intellectuelle. On remarque en effet que la liberté intellectuelle est reconnue, par la communauté des sciences de l’information et des bibliothèques, comme un droit humain, et un droit qu’il est impérial de protéger. Afin d’en exploiter son plein potentiel, toutefois, la liberté intellectuelle nécessite l’intervention de la littératie informationnelle : bien que l’accès à l’information soit un pas dans la bonne direction, encore faut-il donner aux usagers, aux citoyens, la chance de comprendre et savoir exploiter cette information.Ces capacités sont d’une importance encore bien plus grande lorsque l’on aborde les sphères de l’information contribuant à la protection des citoyens, particulièrement l’information dans le domaine de la santé et le domaine démocratique.
La Déclaration universelle des droits de l’homme (DUDH) prononce dans son article 25 le droit de toute personne à la santé et aux soins de santé de qualité. L’un des aspects les plus explicitement affectés par la littératie informationnelle dans le domaine de la santé est la notion de consentement libre et éclairé. Les soins de santé justes et de qualité nécessitent en effet que le patient ait non seulement la connaissance mais également la compréhension de son état de santé et des interventions médicales qui lui sont offertes et communiquées. La littératie informationnelle, en ce sens, permet de faciliter la compréhension de l’information partagée par les professionnels de la santé, mais également de faire preuve d’esprit critique et de déterminer la marche à suivre préférable.
Il en va de même pour le droit de participer à la vie politique, qui est abordé de façon beaucoup plus large dans la DUDH. La participation à la vie politique, que ce soit par le vote électoral ou encore la participation à la démocratie directe, mobilise une liberté de choisir qui, pour être réellement libre, doit se baser sur un jugement éclairé. La littératie numérique comme compétence de jugement critique est donc l’un des outils indispensables à l’exercice de cette liberté de choisir, et donc à l’exercice du pouvoir politique citoyen.